# Díptico del duque de Urbino

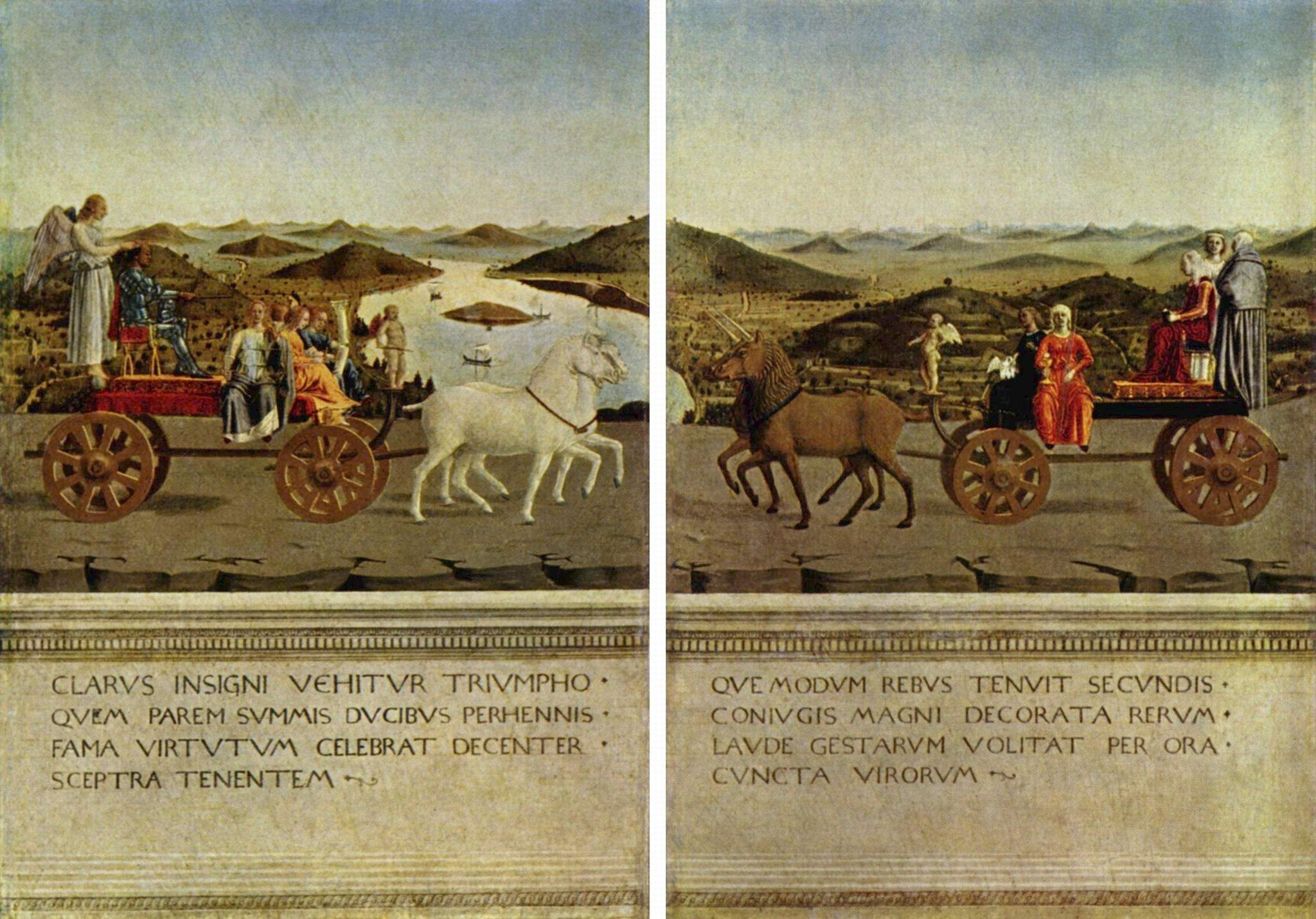
Reverso del díptico: a la izquierda, el duque coronado por la Victoria; a la derecha, la duquesa llevada por unicornios.

El Díptico del duque de Urbino es una obra característica del pintor renacentista italiano Piero della Francesca. También es conocida como Retrato de  Federico da Montefeltro y Battista Sforza , como Triunfo de la Castidad. Mide 47cm de alto y 33 cm de ancho. Se conserva en la Galería Uffizi en Florencia (Italia). 
Fue realizada en 1472, aunque su datación no es segura, señalándose el periodo entre 1460 y 1470; otras fuentes hablan de hacia 1472-73. Se cree que el retrato de Federico da Montefeltro estaba acabado para el año 1465, mientras que el de su esposa Battista Sforza es póstumo, de ahí que se date en un momento posterior al 1472. Cuando el cuadro se pintó Battista ya había muerto, a los 26 años, y probablemente usó la máscara mortuoria para hacer el retrato. Lo realizaría, en cualquier caso, estando en la corte del duque de Urbino, a quien dedicó su tratado De prospectiva pingendi. Es una pintura al temple sobre madera.
Se trata de un díptico pintado por ambas caras. En una se ven los retratos del duque de Urbino Federico da Montefeltro y su esposa Battista. Se encuentra entre los primeros retratos renacentistas. Los dos cuadros estuvieron en un tiempo unidos por un único marco. El retrato, de perfil como los de las monedas romanas, está influido por el arte de la acuñación de medallas, «produce una mayor idealización que el retrato de tres cuartos» y es típico de la pintura italiana de la época.
Los dos perfiles quedan frente a frente sobre un paisaje idealizado y en perspectiva, visto desde un ángulo superior, que recuerda a Jan van Eyck. Esta colocación de las figuras en una posición sobreelevada con un amplio paisaje en el fondo no tiene precedente en la pintura italiana, sino que es una clara influencia flamenca, que en último término se remontan a la Virgen del Canciller Rolin. La luz que proviene de la espalda de Federico da Montefeltro ilumina el rostro de Battista y lo hace parecer más blanco. Se aprecia un potente sentido de volumen, especialmente en el perfil de Federico, gracias al gorro del mismo color rojo que las ropas.
Se evidencia esta unión del estilo italiano y el flamenco, además, en la preocupación minuciosa y sutil por los detalles, como "las joyas de Battista Sforza, el velado de óleo sumamente sutil alcanza una realidad que, en la pintura italiana coetánea, sólo consigue Antonello da Messina".
En el reverso, se representa, a modo de triunfo, la llegada de los esposos a la villa de Urbino sobre carros alegóricos. Son los Triunfos de Federico de Montefeltro y de Batista Sforza, esto es, su llegada a la villa en carros triunfales, acompañados por ángeles y unicornios, símbolos de la castidad y con escrituras de homenaje. Es la marcha triunfal de los duques al modo antiguo. Dos carros triunfantes se dirigen el uno hacia el otro: 
- El duque Federico está en uno de ellos, coronado por la Victoria, de pie tras él; los caballos son conducidos por el Amor, y, delante del príncipe, se agrupan las Virtudes cardinales.
- La duquesa ocupa el otro carro, asistida igualmente por diez figuras femeninas. Su carro lo llevan unicornios, símbolo de la castidad, que preceden la Fe y la Caridad.

Esa obra sería, en el siglo XX, de importancia fundamental para el advenimiento del Cubismo, pues fue objeto de estudios por parte de Picasso, Braque y otros, en función de la construcción cuasi geométrica de los rostros retratados. [cita requerida]